# O' Scià
O' Scià è stata una manifestazione musicale, ideata dal cantautore Claudio Baglioni, svoltosi sull'isola di Lampedusa dal 2003 al 2012, nel mese di settembre, con cadenza annuale. 
Gestita e organizzata dalla fondazione omonima, istituita dallo stesso Baglioni.
Il titolo della manifestazione deriva da un’espressione del dialetto locale, O’ Scià, che significa fiato mio o mio respiro. Successivamente, grazie a un gioco di parole ideato da Baglioni, è divenuto anche acronimo di Odori, Sapori, Colori d’Isole d’Altomare.
L’evento, nato inizialmente come un concerto in forma one man band, si è svolto sulla spiaggia della Guitgia e ha progressivamente assunto una forte valenza simbolica, con l’obiettivo di sensibilizzare l’opinione pubblica sul tema dell’immigrazione clandestina, fenomeno che da anni interessa in modo particolare l’isola siciliana, divenendo un evento di notorietà internazionale per la qualità e la quantità degli artisti coinvolti, ha visto infatti la partecipazione di numerosi artisti, attori e personaggi dello spettacolo italiani e internazionali diventando evento sociale di aggregazione e scambio musicale, ottenendo il sostegno delle più alte istituzioni italiane ed europee.
Nel 2006, Claudio Baglioni è stato invitato dal Parlamento Europeo a Bruxelles per tenere un concerto dedicato proprio a questa causa, contribuendo così a rafforzare il messaggio di solidarietà e attenzione lanciato con la manifestazione.

## Riconoscimenti
Dal 2004, grazie al crescente successo della manifestazione sia in termini di pubblico partecipante che di attenzione mediatica O' Scià ha ottenuto importanti riconoscimenti istituzionali, diventando così una delle rassegne artistiche con scopi sociali più importanti in ambito europeo.
La manifestazione ottenne l'Alto Patronato della Presidenza della Repubblica e il patrocinio del Senato della Repubblica, della Camera dei deputati, della Presidenza del Consiglio dei ministri, del Ministero degli affari esteri, del Ministero per i beni e le attività culturali, del Ministero della giustizia, del Dipartimento per le politiche giovanili, del Dipartimento per le politiche europee, del Ministero dell'ambiente, del comune di Lampedusa e Linosa e della Regione Siciliana.
Inoltre, in ambito internazionale O' Scià ha ottenuto il patrocinio dell'allora vicepresidente della Commissione europea Franco Frattini, e ricevuto, durante l'ultima edizione, il saluto e la benedizione di Sua Santità papa Benedetto XVI e il sostegno di numerose organizzazioni internazionali quali l'Alto commissariato delle Nazioni Unite per i rifugiati e Amnesty International.

## Edizioni

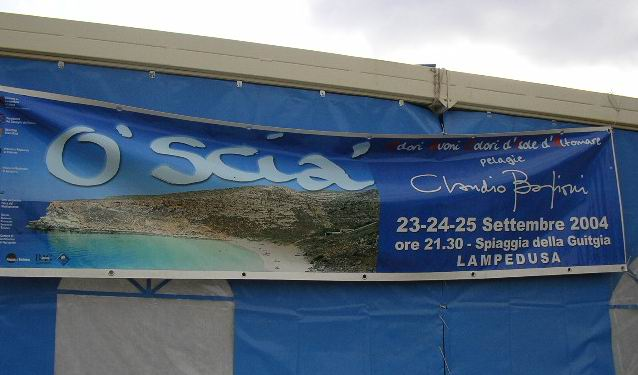
Locandina di O'Scià nell'edizione del 2004

### Prima edizione (2003)
Il 23 settembre 2003, appena terminata la sua ultima tournée negli stadi, Claudio Baglioni sbarca sull'isola delle Pelagie e, dopo un pomeriggio di prove in mezzo ai bagnanti della spiaggia della Guitgia, dà il via alla prima e unica serata della prima edizione di O' Scià, eseguendo Strada facendo alla chitarra.
Per alcune ore intrattiene il pubblico, raccolto attorno al palco montato sulla spiaggia e composto prevalentemente di isolani e qualche turista settembrino, con vecchi e nuovi successi.
Il concerto è stato per Baglioni «una serenata, un canto d'amore e d'augurio per queste isole e per la gente che vive qui, sul bordo estremo d'Italia».

### Seconda edizione (2004)
La manifestazione si ingrandisce e si svolge in tre serate, dal 23 al 25 settembre.

#### Artisti partecipanti
Prima serata - 23 settembre
- Claudio Baglioni
- Antoine Michel
- Ron
- Mario Venuti
- Irene Grandi
- Massimo Bubola
- Andrea Mirò
- Enrico Ruggeri
- Pino Insegno - presentatore

Seconda serata - 24 settembre
- Claudio Baglioni
- Antoine Michel
- Max Pezzali
- Rosa Martirano
- Baraonna
- Luca Barbarossa
- Eugenio Finardi
- Edoardo Bennato
- Enzo Iacchetti - presentatore

Terza serata - 25 settembre
- Claudio Baglioni
- Antoine Michel
- Nek
- Luca Barbarossa
- Rosa Martirano
- Baraonna
- Simona Bencini
- Niccolò Fabi
- Luca Carboni
- Enrico Brignano - presentatore

### Terza edizione (2005)

#### Artisti partecipanti
Prima serata - 23 settembre
- Claudio Baglioni
- Antoine Michel
- Luca Barbarossa
- Stefano Picchi
- Marco Masini
- L'Aura
- Beati Paoli
- Roberta Lanfranchi
- Gianluca Grignani
- Luca Madonia
- Gianni Morandi
- Pino Insegno - presentatore

Seconda serata - 24 settembre
- Claudio Baglioni
- Antoine Michel
- Gigi D'Alessio
- Anna Tatangelo
- Paola & Chiara
- Bob Geldof
- Dennis Fantina
- Federico Zampaglione dei Tiromancino
- Claudia Gerini
- Alberto Fortis
- Biagio Antonacci
- Amadeus - presentatore

Terza serata - 25 settembre
- Claudio Baglioni
- Antoine Michel
- Dolcenera
- Selim T
- Heres
- Morgan
- Antonio Casanova
- Povia
- Gianni Togni
- Marina Rei
- Paola Turci
- Antonello Venditti
- Fabrizio Frizzi - presentatore

### Quarta edizione (2006)
La quarta edizione del festival è cresciuta nel numero di serate. Alle ormai tradizionali 3 serate che per questa edizione si sono svolte nei giorni 28, 29 e 30 settembre, si sono aggiunte anche due serate speciali durante le quali si sono esibiti Pino Insegno con il suo spettacolo di musical-varietà Buonasera, buonasera! (23 settembre) e l'Orchestra Casadei (26 settembre).
Alla edizione 2006 di O' Scià sono intervenuti anche alcuni politici di rilievo nazionale come il presidente del Senato Franco Marini e il ministro della giustizia Clemente Mastella.

#### Artisti partecipanti
- Claudio Baglioni
- Francesco Baccini
- Loredana Bertè
- Riccardo Cocciante
- Cochi e Renato
- Luisa Corna
- Grazia Di Michele
- Khaled
- Fichi d'India
- Gigi Finizio
- Riccardo Fogli
- Francesco Facchinetti
- Teo Mammucari
- Mango
- Antoine Michel
- Amedeo Minghi
- Nada
- Nair
- Neffa
- Neri Marcorè
- Neri per Caso
- Pablo e Pedro
- Pago
- Giorgio Panariello
- Gatto Panceri
- Raf
- Massimo Ranieri
- Francesco Renga
- Aida Satta Flores
- Alan Sorrenti
- Anna Tatangelo
- Paolo Vallesi
- Michele Zarrillo

### Quinta edizione (2007)
La quinta edizione della manifestazione si è presentata ai nastri di partenza con una formula innovativa: O' Scià è divenuta infatti, per la prima volta, un evento itinerante avendo toccato oltre all'isola di Lampedusa, un altro paese del Mediterraneo.
Il 25 agosto è stata la volta dell'isola di Malta: in un concerto tenuto al Porto de La Valletta, Baglioni si è esibito con Gianni Morandi e Riccardo Cocciante, con la partecipazioni di artisti locali (Ivan Filietti, Winter Moods e Ira Losco). La serata è stata presentata da Fabrizio Frizzi e dalla maltese Louise Tedesco.
Negli intendimenti degli organizzatori vi era la possibilità di toccare anche altri paesi del Mediterraneo tra cui la Spagna (con l'isola di Tenerife) e un paese del Maghreb (il Marocco o la Libia), ma alla fine quanto auspicato, non si è verificato.
La kermesse lampedusana si è svolta nelle date del 23-24-27-28-29 settembre.

#### Artisti partecipanti
Prima serata - 27 settembre
- Claudio Baglioni
- Antoine Michel
- Neri per Caso
- Annalisa Minetti
- Serena Autieri
- Piccola Orchestra Avion Travel
- Neri Marcorè
- Fabrizio Moro
- Stefano Di Battista
- Nicky Nicolai
- Simone Cristicchi
- Ivana Spagna
- Matia Bazar

Seconda serata - 28 settembre
- Claudio Baglioni
- Antoine Michel
- Enzo Gragnaniello
- Mariella Nava
- Paola Cortellesi
- Senhit
- Ricky Tognazzi
- Appassionante
- Eleonora Abbagnato
- Franco Califano
- Le Vibrazioni
- Roy Paci & Aretuska

Terza serata - 29 settembre
- Claudio Baglioni
- Antoine Michel
- Ira Losco
- Don Backy
- Alex Britti
- Rossella Brescia
- Eugenio Bennato
- Antonio Casanova
- Mario Biondi
- Fabio Concato
- Paolo Bonolis
- Laura Pausini

### Sesta edizione (2008)
La sesta edizione della manifestazione si è presentata ridimensionata in termini di serate (soltanto 3 appuntamenti, il 25, 26 e 27 settembre). È stata annullata la data inizialmente prevista sull'isola di Linosa del 24 settembre. Durante la prima serata, il 25 settembre, è stato presentato un revival delle edizioni passate, con immagini di tutti gli artisti che si sono avvicendati sul palco-spiaggia lampedusano nei 5 anni precedenti. La serata è proseguita con lo spettacolo di Paolo Belli e la sua band. Il 26 settembre è stata la volta di un concerto di Baglioni che ha presentato i suoi successi, solo sul palco della Guitgia. Gran finale il 27 settembre con lo spettacolo di Fiorello al quale ha partecipato anche Baglioni nei panni di attore.

### Settima edizione (2009)
La settima edizione ha preso il via il 30 settembre 2009 e si è conclusa il 4 ottobre 2009.

#### Artisti partecipanti
Prima serata
- Antoine Michel
- Maria Grazia Cucinotta
- Enrico Montesano
- Acciarino Boys
- Michael Supplinik

Seconda serata
- Emanuela Folliero
- Giorgio Panariello
- Renzo Arbore e Orchestra Italiana
- Enrico Brignano

Terza serata
- Laura Bono
- Enrico Brignano
- Francesca Ceci
- Edoardo Vianello
- Alice
- Annalisa Minetti
- Fiorella Mannoia
- Premiata Forneria Marconi

Quarta serata
- Paola Saluzzi
- Alessandra Amoroso
- Marco Ferradini
- Angelo Branduardi
- Daniele Silvestri
- Marco Carta
- Gianna Nannini

### Ottava edizione (2010)
L'ottava edizione ha preso il via il 28 settembre 2010 e si è conclusa il 2 ottobre 2010.

#### Artisti partecipanti
Prima serata
- Claudio Baglioni
- Morgan
- Tony Esposito
- Simone Cristicchi
- Cristiano De André
- Fabri Fibra

Inizialmente previsti come ospiti della serata, Irene Grandi, Mario Biondi, Edoardo Bennato e Niccolò Fabi non hanno potuto esibirsi a causa dell'interruzione dello spettacolo per avverse condizioni meteorologiche.
Seconda serata
- Claudio Baglioni
- Valerio Scanu
- Mario Incudine
- Nino Frassica
- Chiara Canzian
- Max Gazzè
- Lorella Cuccarini
- Carmen Consoli
- Zero Assoluto
- Danilo Rea
- Malika Ayane
- Neri Marcorè
- Luca Barbarossa

Terza serata
- Claudio Baglioni
- Keyla Gonzales
- Fausto Leali
- Pierdavide Carone
- Sonohra
- Loredana Errore
- Francesco Scimeni
- Syria
- Giusy Ferreri
- Giorgio Faletti
- Ornella Vanoni
- Francesco De Gregori

Quarta serata
- Claudio Baglioni
- Noemi
- Lorena Bianchetti
- Marco Mengoni
- Alexia
- Gegè Telesforo
- Paolo Rossi
- Eugenio Finardi
- Noa
- Maurizio Vandelli

Quinta serata
- Claudio Baglioni
- Drupi
- Milly Carlucci
- Rocco Papaleo
- Donatella Rettore
- Roberto Vecchioni
- New Trolls
- Shel Shapiro
- Irene Fornaciari
- Nomadi

### Nona edizione (2011)
La nona edizione si è svolta dal 27 settembre 2011 al 1º ottobre 2011. La serata che avrebbe dovuto dare il via alla manifestazione, prevista per il 25 settembre sull'isola di Linosa con un concerto di Claudio Baglioni (chitarra e voce), non si è svolta a causa di problemi tecnici.

#### Artisti partecipanti
Prima serata
- Claudio Baglioni
- Antoine Michel
- Mario Biondi
- Matilde Brandi
- Nathalie
- Filippa Giordano
- I Cugini di Campagna
- Maurizio Ferrini
- Anna Tatangelo
- Vinicio Marchioni
- Patty Pravo
- Chiara Canzian
- Pooh

Seconda serata
- Claudio Baglioni
- Antoine Michel
- Alberto Fortis
- Selene Lungarella
- Emanuela Tittocchia
- Giuseppe Fiorello
- Amedeo Minghi
- Nino Buonocore
- Dik Dik
- Pino Daniele
- Irene Fornaciari
- Zucchero Fornaciari

Terza serata
- Claudio Baglioni
- Antoine Michel
- Loredana Errore
- Ramona Badescu
- Tricarico
- Emma
- Sasà Salvaggio
- Camaleonti
- Marco Columbro
- Enrico Ruggeri
- Alessandra Amoroso
- Edoardo Bennato

Quarta serata
- Claudio Baglioni
- Antoine Michel
- Enrico Ruggeri
- Marco Masini
- Lucariello
- Sonohra
- Giuliano Palma
- Stefano Masciarelli
- Giorgio Panariello
- Teresa De Sio
- Loredana Bertè
- Paola Saluzzi
- Luca Carboni
- Formula 3

Quinta serata
- Claudio Baglioni
- Antoine Michel
- Loredana Errore
- Ira Losco
- Ilaria Moscato
- Lillo & Greg
- Alessandro Preziosi
- Annalisa
- Alessandro Siani
- Lino Banfi
- Pablo e Pedro
- Giorgio Panariello
- Max Pezzali
- Premiata Forneria Marconi

### Decima edizione (2012)
La decima edizione si è svolta dal 27 settembre 2012 al 29 settembre 2012. Notevolmente ridimensionata nel numero di serate e di ospiti partecipanti rispetto alle ultime edizioni, a causa di difficoltà organizzative di natura economica, la kermesse, giunta al suo decimo anno, è stata intitolata CiaOscià, a suggellarne una conclusione definitiva. Molte sono state, nell'estate del 2013, le voci critiche, in primis degli isolani, nei confronti del mancato sostegno della riedizione della manifestazione.

#### Artisti partecipanti
Prima serata
- Claudio Baglioni
- Gigi D'Alessio
- Neri Marcorè
- Alessandra Amoroso

Seconda serata
- Claudio Baglioni
- Fiorella Mannoia
- Giorgio Panariello
- Giuliano Sangiorgi
- Litfiba

Terza serata
- Claudio Baglioni
- Massimo Ranieri
- Pino Insegno
- Pino Daniele
- Luciano Ligabue